# Nace un campeón
Nace un campeón es una película de Argentina en blanco y negro dirigida por Roberto Ratti según el guion de Enrique Cadícamo,que se estrenó el 17 de abril de 1952 y que tuvo como protagonistas a Luis Ángel Firpo, Ricardo Castro Ríos, Gloria Ramírez y Raúl del Valle.

## Sinopsis
La película evoca la trayectoria del boxeador Luis Ángel Firpo, quien actúa en el filme en el rol de promotor.

## Reparto

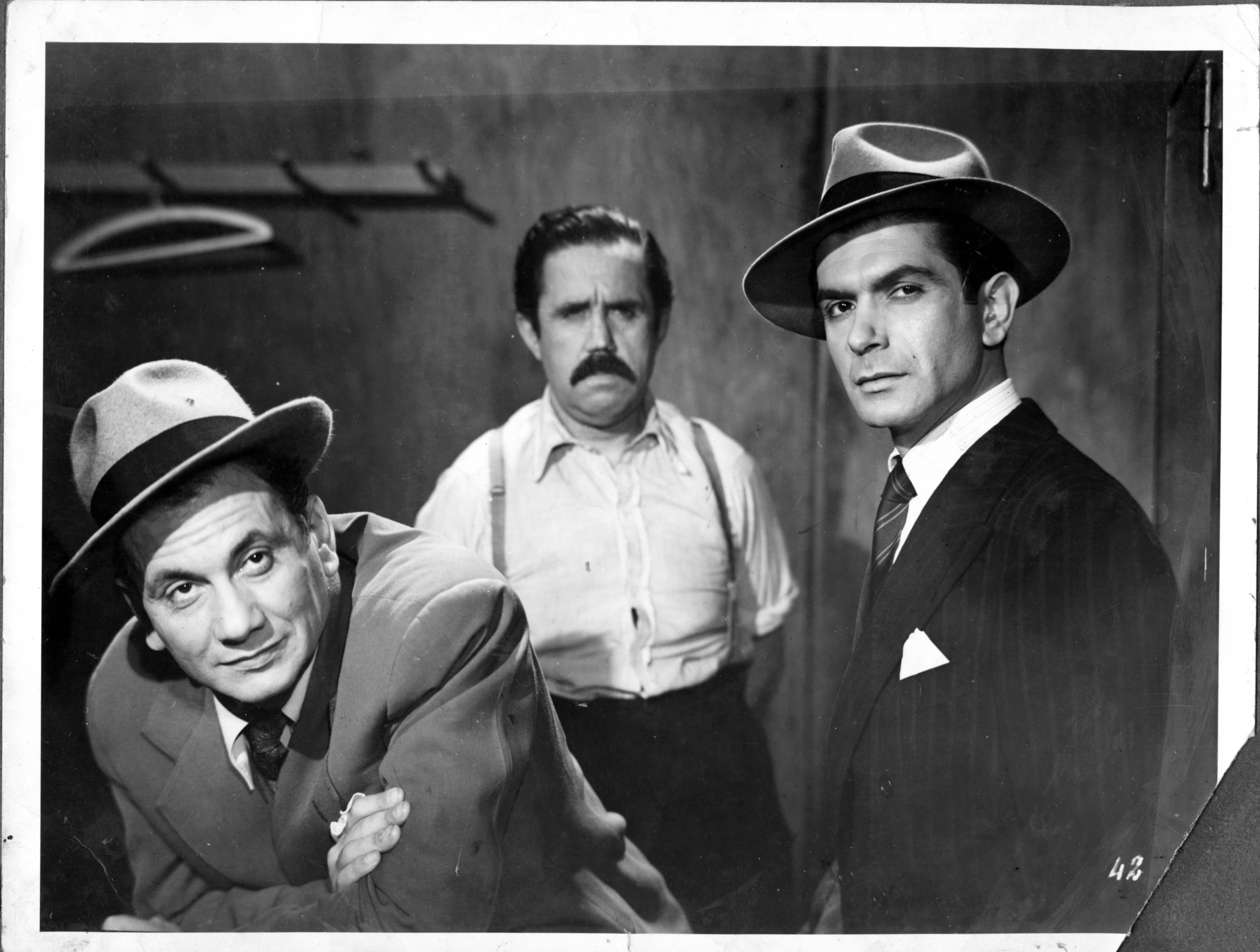
Intervalo durante la filmación

- Luis Ángel Firpo ...Promotor
- Ricardo Castro Ríos
- Gloria Ramírez
- Raúl del Valle
- Cirilo Etulain
- Mauricio Espósito
- Rosita Marión
- Kid Cachetada
- Mauro Cía
- Ángel Prío

## Comentarios
Manrupe y Portela escriben que "Muchos años después de su retiro deportivo, Firpo fue la principal atracción de esta rareza donde exhibe fotografías, recortes periodísticos, objetos personales y la filmación de la pelea del siglo de 1923" y el crítico King comentó en Crítica:

"Sencilla expresión de clima deportivo...Modesto en sus recursos y en su realización, ofrece el film algunos buenos enfoques de luchas en el ring y auténticas escenas del match que Firpo sostuvo con Jack Dempsey, un poco de romance entre Ricardo Castro Ríos y Gloria Ramírez y una que otra nota cómica"